# Chaetostricha steineri
Chaetostricha steineri är en stekelart som först beskrevs av Maksymilian Nowicki 1935.  Chaetostricha steineri ingår i släktet Chaetostricha och familjen hårstrimsteklar. Inga underarter finns listade i Catalogue of Life.